# 志水木材産業
志水木材産業株式会社（しみずもくざいさんぎょう、英: Shimizumokuzaisangyou Co.,Ltd）は、檜風呂、寿司桶、飯櫃などの木器を生産と販売している製造業者。

## 概要
1944年に第二次世界大戦の傷痍軍人として帰国した志水豊次郎が木材製材業を始めたことから創業した。当初は水車を利用して丸太を製材し、建築材料や養蜂資材を作っていたが、その後、木風呂の製造を始め、1955年頃には公団住宅用に一日40台を生産した。
木曽ヒノキを用いて、職人技が高い耐久性と質感を持つ桶や檜風呂を作りだし、自在な形状での加工も可能なことから寝台列車『TRAIN SUITE 四季島』の浴槽に採用されたことで、『ものづくり大賞NAGANO 2017』で特別賞を受賞した。

## 製品
生産品目は養蜂資材、檜風呂、寿司桶・おひつ等の桶や樽を自社工場で一貫生産している。他にも木曽ヒノキの木材を使った製品を丸太の製材から商品となるまで一貫して手掛けており、檜のフローリングや家具類も生産・販売している。
- ケロリン木桶

2015年3月14日より販売している初の木製バージョンであるケロリン桶。販売収入の一部を木曽広域連合が運営する「水源の森基金」へ寄付している。
- 天然ヒノキ風呂

「TRAIN SUITE 四季島」の最上級客室である「四季島スイート」と「デラックススイート」の客室にある天然ヒノキ風呂を納品した。
- うふっ湯桶

木曽五木のサワラを用いた産湯桶の製品化・製造販売を担当。

## メディア出演
| 番組名              | 放送日        | 出典   |
| ------------------- | ------------- | ------ |
| ヒルナンデス!       | 2016年5月10日 | [ 10 ] |
| スーパーJチャンネル | 2017年5月10日 | [ 11 ] |
| ひるブラ            | 2017年5月29日 | [ 12 ] |
| よじごじDays        | 2020年1月23日 | [ 13 ] |

| 番組名    | 放送日        | 出典   |
| --------- | ------------- | ------ |
| TBSラジオ | 2017年4月13日 | [ 14 ] |

| 配信元                   | 配信日       | 出典   |
| ------------------------ | ------------ | ------ |
| ダイヤモンド・オンライン | 2017年4月7日 | [ 15 ] |